# Арабский социалистический союз (Египет)
Арабский социалистический союз Египта, «Аль-Иттахад аль-иштираки аль-араби» (араб. الاتحاد الاشتراكى العربى‎, al-Ittiḥād al-Ištirākī 'l-ʿArabī, англ. Arab  Socialist Union, фр. L'Union Socialiste Arabe) — правящая и единственная легальная политическая организация Египта и Объединенной Арабской Республики в 1962 — 1978 годах.

## Основание партии
Организация «Свободные офицеры», пришедшая к власти в Египте в результате Июльской революции 1952 года, упразднила традиционные политические партии и осталась единственной доминирующей силой в политической жизни страны. Однако, не желая действовать только в рамках военной диктатуры, эта группировка имела своей целью создание легитимного режима с представительными органами и правящей политической организацией, руководимой её лидерами. С этой целью уже в январе 1953 года была создана организация «Гейат ат-Тахрир» («Освобождение»), на смену которой в 1957 году пришёл Национальный союз. Однако оба политических проекта закончились провалом. В 1961 году, после распада Объединённой Арабской Республики, политический курс страны стал резко меняться и правящая партия оказалась неготовой к этим переменам. Президент Египта Гамаль Абдель Насер обвинил руководство Национального союза в реакционности и распустил его 7 ноября 1961 года вместе с Национальным собранием ОАР.
Роспуску правящей партии предшествовало обнародование важных политических заявлений руководства Египта: 4 ноября 1961 года Насер в прокламации заявил о решении создать новую, более совершенную, идеологизированную и наделённую широкими правами политическую организацию — Арабский социалистический союз. Одновременно Насер заявил о созыве Подготовительного комитета АСС. 25 ноября 1961 года Подготовительный комитет АСС в составе 250 членов, отобранных Насером, начал свою работу, которая продолжалась до 31 декабря 1961 года, когда деятельность комитета была приостановлена.
Через две с лишним недели, 16 января 1962 года, Насер декретировал предложенные Подготовительным комитетом АСС гарантии «уважения политических и всех избирательных прав, как и уважения прав профсоюзов, обществ, общин, учреждений и прочих организаций», а также прав личности на период «построения социализма», определённый в 10 лет. На следующий день, 17 января, Насер издал два декрета, которые отменяли ряд существовавших ограничений в правах женщин, молодёжи и других категорий египетских граждан.
В феврале 1962 года прошли выборы в Национальный конгресс народных сил. Выборы происходили по 5 куриям — от рабочих, от крестьян, от интеллигенции, от «неэксплуататорского капитала» (лояльных египетских предпринимателей), от студентов и от женщин. Участия в выборах были лишены все те, кого власти признали «представителями реакции». Руководители Египта попытались относительно чётко определить, кто именно мог считаться членом той или иной курии. Так, рабочий должен был иметь работу и проживать на свою заработную плату, не прибегая к найму рабочей силы; крестьянин должен был быть занят в сельском хозяйстве, постоянно проживать в той местности, где работает, и владеть вместе с членами семьи не более чем 35 фадданами земли. Национальный конгресс народных сил состоял из 1500 избранных депутатов: 375 от крестьян, 300 от рабочих, 150 от предпринимателей, 225 от профсоюзов, 135 от не входящих в союзы, 105 от университетов, 105 от студентов и 105 от женских организаций.
30 июня 1962 года Конгресс принял Хартию национальных действий, ставшую политической программой будущей партии, а 2 июля Насер инициировал на конгрессе создание «политической организации — Арабского Социалистического Союза». Через два дня, 4 июля, на своём заключительном заседании Национальный конгресс народных сил рассмотрел предложение Насера и одобрил создание АСС.
Принятая 27 сентября 1962 года Конституционная декларация (временная конституция Египта) предусматривала, что создаваемый Арабский социалистический союз наравне с Национальной ассамблеей будет одним из двух представительных и консультативных органов власти переходного периода к социализму. На следующий день, 28 сентября, Насер сформировал первый состав Высшего исполнительного комитета АСС, который начал работу над Уставом организации. Устав был опубликован в Каире 7 декабря 1962 года.
В январе 1963 года в Египте началась массовая кампания по приёму в Арабский социалистический союз, после которой в первичных организациях, в районах и в провинциях были созданы исполнительные бюро для повседневного руководства созданными организациями АСС. В мае того же года прошли выборы в комитеты всех уровней, входящие в Союз, и выборы в Генеральный конгресс АСС. В этих выборах участвовали около 5 миллионов египтян, уже принятых в члены Союза.
Таким образом, растянувшийся на полтора года процесс создания партии был в основном завершён и 1963 год официально считается годом основания АСС. Однако даже в этот срок руководителям Египта не удалось завершить формирование всех предусмотренных уставом партийных органов, в том числе и Центрального комитета АСС.

## История партии

### Долгое становление партии
Процесс формирования Арабского социалистического союза совпал с военными переворотами в Ираке (февраль 1963 года) и Сирии (март того же года), после которых вновь возникли условия для воссоздания Объединённой Арабской Республики уже в составе трёх стран. 17 апреля 1963 года Гамаль Абдель Насер, глава Национального совета революционного командования Сирии генерал-лейтенант Луай аль-Атасси и премьер-министр Ирака бригадный генерал Ахмед Хасан аль-Бакр подписали в Каире Манифест единства. ОАР (Египет), Сирия и Ирак должны были объединиться в единое государство на условиях, во многом базировавшихся на принятой в Египте Хартии национальных действий 1962 года. АСС мог стать правящей организацией новой федерации, но политический кризис в Сирии разрушил планы возрождения ОАР в расширенном составе.
Сосредоточившись теперь на внутригосударственных проблемах и расширяя связи с СССР, Насер в 1964 году провёл политическую реформу с принятием новой конституции и избранием Национального собрания, кандидаты в депутаты которого были отобраны руководством АСС. Были отменены чрезвычайные законы и право сил безопасности на аресты без суда и следствия, вышли на свободу многие политические заключённые. В следующем году последовал самороспуск коммунистических организаций, члены которых стали привлекаться к работе в АСС.
В октябре 1965 года была начата перестройка деятельности АСС в целях превращения его в авангардную партию. Был сформирован новый Генеральный секретариат АСС во главе с вице-президентом ОАР Али Сабри, развернулась подготовка к созданию при Союзе молодёжной и женской организаций. Однако и без того затянувшийся процесс строительства структур Союза сталкивался с большими трудностями. АСС создавался изначально как правящая партия и доступ в него был открыт для людей любых политических взглядов (кроме сторонников радикальной организации «Братья-мусульмане» и некоторых групп коммунистов), чем академик Е. М. Примаков объяснял и инертность его актива, и карьеризм функционеров, и политическую неэффективность самой организации. Он писал, что «массовый приём <…> сделал эту организацию рыхлой, неспособной выполнять функции политической партии». АСС стал частью египетской бюрократии. Членские взносы зачастую не уплачивались годами, а функционеры АСС, как пишет Е. М. Примаков, «были весьма активны в отписках, посылке успокоительных реляций в Каир о якобы проведённых собраниях среди населения городов и деревень. Некоторые ответственные функционеры, особенно губернаторы провинций, старались насадить вокруг себя собственные кадры, готовые проводить в АСС их личную линию, а не указания руководителей союза».
В январе 1966 года на конференции членов исполнительных бюро АСС в Каире Насер подверг резкой критике аппарат Союза. Он говорил:
Большая опасность для АСС создалась именно в связи с тем, что многие руководители не знают, как установить связь с массами. Они сидят в кабинетах и рассылают общие инструкции. Так успеха не добьёшься. Другие выступают на собраниях, но не готовы к тому, чтобы черпать полезный опыт из общения с массами.

### Соперничество партии и государства
Ко всем перечисленным проблемам добавилось возникшее после 1965 года противостояние между партийными и государственными органами. Новый руководитель АСС Али Сабри, считавший, что партия должна контролировать все сферы жизни страны, в том числе и производство, вступил в полемику с другим вице-президентом ОАР, Закарией Мохи эд-Дином, и его сторонниками в правительстве, которые настаивали на реалистичном экономическом курсе и невмешательстве АСС в экономику Египта. Гамаль Абдель Насер первоначально склонялся к позиции Мохи эд-Дина, однако позволил развернуть общенациональную дискуссию по этому вопросу. В апреле 1967 года Али Сабри в беседе с редактором газеты «Аль-Ахрам» Мухаммедом Хейкалом заявил: «…мы должны добиваться, чтобы административные работники получали политическую подготовку… Управление производством — это прежде всего политический акт». Позиция Сабри была активно поддержана низовыми организациями Союза. Е. М. Примаков вспоминал:
Авторам этих строк довелось побывать на нескольких собраниях районных активов АСС, где представителей Советского Союза буквально забрасывали вопросами о партийной работе на промышленных предприятиях в СССР, о функциях и правах первичной партийной организации КПСС.

### Новый этап
Шестидневная война с Израилем прервала дискуссию и одновременно выявила неспособность АСС контролировать массы. Партийные функционеры не смогли взять под контроль стихийные народные движения в июне 1967 и в марте 1968 года, а противоборство между партией и государственным аппаратом усилилось. В конце 1967 года Закария Мохи эд-Дин перенёс дискуссию с Али Сабри на закрытые заседания Высшего исполнительного комитета АСС и выдвинул свой проект экономического возрождения страны. Но на этот раз Насер не поддержал тезисов доклада Мохи эд-Дина — февральские волнения в Хелуане сместили политический центр «влево», и 20 марта 1968 года вице-президент Мохи эд-Дин, министр планирования Абдель Монейм аль-Кайсуни и их сторонники были отправлены в отставку, а к концу года вообще устранены из политической жизни.
Тем временем египетская пресса не обошла критикой и Арабский социалистический союз, раскрывая тяжёлую ситуацию в партии. 6 февраля 1968 года писатель Юсуф Идрис писал в партийной газете АСС «Аль-Гумхурия»: «Рутина подобно гигантскому спруту охватила всё. Со времени, когда был брошен призыв к её уничтожению, а точнее, с момента становления государственного сектора эта рутина разрослась до чудовищных размеров». 11 марта того же года главный редактор еженедельника «Роз эль-Юсеф» Ахмед Хамруш отмечал: «В Египте есть десятки и сотни людей, занимающих ответственные посты, которые на словах восхваляют социализм, а тайком насмехаются над ним и саботируют его построение».

### Партия над государством
30 марта 1968 года Насер выступил в Хелуане с большой речью, получившей название «Программа 30 марта». Он заявил о переносе «центра тяжести» из административных органов государства в Арабский социалистический союз, который будет, по примеру КПСС в Советском Союзе, обладать приоритетом перед любым государственным органом. Теперь Всеобщий национальный конгресс АСС становился высшим политическим органом Египта. В то же время АСС должен был быть перестроен снизу путём выборов на всех уровнях. 2 мая 1968 года «Программа 30 марта» была утверждена на всенародном референдуме, а 9 мая Насер подписал программу и новый Устав АСС. К концу года впервые за всю историю партии был сформирован Центральный комитет АСС и впервые избран Высший исполнительный комитет АСС, однако и к 1970 году организационные мероприятия по формированию партии так и не были завершены. Тем не менее все важнейшие вопросы жизни страны решались теперь не в правительстве или в Национальном собрании, а в руководящих органах Арабского социалистического союза. Именно в Высшем исполнительном комитете АСС было принято решение согласиться с «планом Роджерса» и заключить перемирие 7 августа 1970 года, положившее конец «Войне на истощение». Именно Арабский социалистический союз после смерти Гамаля Абдель Насера выдвинул кандидатом в президенты Египта Анвара Садата, который и был избран на эту должность.

### АСС при Анваре Садате
Уже весной 1971 года новый президент Египта вступил в конфликт с руководителями партии. В результате так называемой Майской исправительной революции многие руководители АСС были смещены с постов и арестованы, а сам Арабский социалистический союз подвергся серии реорганизаций.
В июне — июле 1971 года в 4 этапа прошли выборы в низовые и руководящие органы АСС, а в июле того же года Всеобщий национальный конгресс принял Программу национальных действий, дополняющую Хартию 1962 года. Она предусматривала развитие экономики Египта с преимущественным развитием общественного сектора «как основы социалистического развития». В том же году с проектом создания Федерации Арабских Республик в составе Египта, Сирии и Ливии у Арабского социалистического союза появилась вторая возможность стать общеарабской правящей партией. 29 августа 1971 года Центральный комитет АСС совместно с правительством ОАР одобрил Конституцию ФАР, свой Арабский социалистический союз создавался в Ливии, в Судане также шла работа по созданию Суданского социалистического союза; но интеграционные процессы между четырьмя странами вскоре затормозились и АСС стал рассматриваться Садатом только как инструмент внутренней политики. Принятая в 1971 году Конституция Арабской Республики Египет лишила партию права контролировать любой государственный орган. Авторы ежегодника Большой советской энциклопедии отмечали в выпуске 1973 года, что АСС после реорганизаций Садата уже «не мог играть прежней роли авангарда масс и превратился, по существу, в аппарат для проведения официальной линии руководства Египта».

### Переход к трёхпартийной системе
Сворачивавший сотрудничество с СССР Садат 9 августа 1974 года представил на одобрение руководящих органов партии план развития АСС как «союза трудовых сил народа», который содержал идею создания платформ или «трибун». Платформы должны были консолидировать сторонников различных политических направлений и выражать настроения отдельных социальных слоёв. За этим последовали дискуссии в печати, а в июле 1975 года 3-й Всеобщий национальный конгресс АСС официально рекомендовал создание трибун.
7 сентября 1975 года Анвар Садат утвердил новый Устав Арабского социалистического союза, который провозглашал задачей партии «быть ареной проявления различных противоборствующих идей и направлений, которые выражают волю широких народных масс» . Устав низводил роль АСС до второстепенной организации, функция которой заключалась в «утверждении общего курса, осуществляемого государственными властями в различных областях: внутренней, внешней, межарабской, а также утверждение общих основ генерального плана социально-экономического развития» .
4 марта 1976 года Анвар Садат, а за ним ЦК АСС и Национальное собрание АРЕ, рассмотрев 40 заявок, решили создать три трибуны:
- Арабская социалистическая организация — пропрезидентская центристская группа представленная чиновниками государственного аппарата. Глава — премьер-министр Египта генерал Мамдух Салем.
- Организация либералов-социалистов — правая группа, представленная предпринимателями, либеральной интеллигенцией, традиционными политиками. Глава — председатель экономической комиссии Народного собрания Мустафа Камель Мурад.
- Национально-прогрессивная организация юнионистского блока — левая группа. Глава — бывший член Совета революционного командования Египта полковник в отставке Халед Мохи эд-Дин.

В октябре-ноябре 1976 года прошли выборы в Народное собрание АРЕ, в ходе которых кандидатов выдвигал уже не АСС, а составлявшие его трибуны, а 11 ноября 1976 года трибуны были преобразованы в партии. 22 ноября Анвар Садат торжественно провозгласил их создание на открытии Народного собрания. Пропрезидентская Арабская социалистическая партия получила в нём 285 мест, правая Либерально-социалистическая партия — 12, левая Национально-прогрессивная партия Халеда Мохи эд-Дина — 2 места.
В июле 1978 года Анвар Садат объявил о роспуске Арабского социалистического союза и предстоящем создании пропрезидентской Национально-демократической партии Египта.
22 мая 1980 года в Египте была проведена конституционная реформа, в ходе которой из Конституции АРЕ были устранены все упоминания об Арабском социалистическом союзе.

## Задачи Арабского социалистического союза Египта
Арабский социалистический союз был создан как «политическая организация, концентрирующая все требования народа, объединяющая эти силы в рамках национального единства» . Его задача заключалась в «осуществлении здоровой демократии и социалистической революции для народа». Устав 1962 года определял АСС как «социалистический авангард», союз всех трудовых сил египетской нации, который призван определять принципы внутренних и внешней политики, мобилизовать усилия народа. Гамаль Абдель Насер так обосновывал необходимость создания АСС:
Отдельные личности смогут работать годы и десятилетия, и их роль этим завершатся. Если мы хотим, чтобы революция продолжалась непрерывно, то нам необходима могучая политическая организация, способная вести дело вперёд на основе тех принципов, на базе тех чаяний, которые мы наметили к осуществлению…  Передовая социалистическая партия является единственным аппаратом, способным обнаружить среди народа достойные руководящие кадры и мобилизовать их.
Однако задачи Союза постоянно изменялись. Хартия национальных действий 1962 года провозглашала целью АСС «строительство социализма с учётом реальных условий в стране» . Второй устав АСС, приятый в мае 1968 года определял задачей АСС «осуществление социалистической революции, ликвидация последствий господства капитализма и феодализма, борьбу против иностранного влияния и свергнутой реакции». Принятый при Анваре Садате Устав 1975 года гласил, что целью АСС является «изучение в общих чертах генеральной линии социально-экономического развития и одобрения основных направлений политики, проводимой органами государственной власти».

## Структура партии
Согласно Уставу 1962 года Арабский социалистический союз во многом повторял структуру распущенного Национального союза, но в новой партии уже создавались первичные ячейки на предприятиях, в учреждениях, министерствах и в частных фирмах. Низовая ячейка избирала комитет на 2 года. Комитет должен был собираться два раза в месяц, а сама ячейка образовывала низовую конференцию, созываемую раз в 4 месяца. Каждый комитет направлял делегатов в организации марказа (района), где делегаты от всех районных ячеек два раза в год собирались на районную конференцию, на которой избирали районный совет АСС с полномочиями на 2 года. Районный совет обязан был собираться 2 раза в месяц, его практический работой руководили избираемый комитетом секретарь и его заместитель. Конференция АСС в мухафазе (гувернорате, губернаторстве) формировалась делегатами от районных советов, которые избирали на 4 года совет АСС мухафазы. Высшим органом АСС был Всеобщий национальный конгресс (съезд), в котором участвовали главы советов мухафаз, представители армии и общественных организаций. Конгресс избирался на 6 лет, созывался раз в 2 года и избирал совет, который избирал Высший исполнительный комитет АСС в количестве не более 25 человек. По Уставу ВИК формировал Генеральный секретариат АСС, ответственный за административную работу в партии. 50 % руководящих постов должно было принадлежать рабочим и крестьянам.
Между сессиями Всеобщего национального конгресса высшими органами партии были Генеральный секретариат АСС и Высший исполнительный комитет АСС. На Высший исполнительный комитет, в частности, была возложена подготовка идеологических кадров АСС. Высший партийный пост Председателя АСС занимал президент страны. Текущими вопросами деятельности партии занимался Генеральный секретарь АСС (в 1968—1970 годах его функции исполнял Генеральный секретариат АСС). В 1971 году пост Генерального секретаря был упразднён и заменён постом Первого секретаря АСС.
Руководящие кадры Арабского социалистического союза, согласно Уставу, должны были быть  «честными, популярными, иметь боевой революционный дух, обладать способностью убеждать массы» . Чтобы получит статус активного члена —  «активного функционера АСС»  — претенденты должны были «доказать отсутствие у них личных эгоистических интересов», «продемонстрировать динамизм и желание сотрудничать в интересах общего блага».
В мае 1965 года в Каире был открыт Институт социалистических исследований (Институт проблем социализма) для подготовки кадров АСС. Его возглавлял член Генерального секретариата АСС Ибрагим Саад ад-Дин. Институт готовил партийных функционеров, идеологические и политические кадры, которые изучали постоянно расширявшийся круг дисциплин, в том числе и основы теории марксизма. Многие из преподавателей Института были бывшими коммунистами. В 1966 году на совещании организации АСС Каирского университета в Гизе Насер отверг предложение создать при университете единый республиканский центр подготовки кадров АСС, в котором преподавала бы каирская профессура.
В июне 1966 года была создана Организация социалистической молодёжи АСС, в которую к концу года вступили около 250000 человек", а в сентябре того же года Насер заявил, что с 1963 года внутри АСС по принципу личной преданности президенту создаётся тайная военизированная организация «Авангард социалистов» или «Политический аппарат».
После реорганизации 1968 года впервые был сформирован Центральный комитет АСС в составе 150 человек и был избран новый Высший исполнительный комитет АСС, в который вошли ведущие государственные деятели страны: Али Сабри, председатель Национального собрания Анвар Садат, Лабиб Шукейр, А. М. ан-Нур, Диа эд Дин Дауд, Хусейн аль-Шафеи, военный министр М.Фавзи, К.Рамзи Стино и министр внутренних дел Шааруаи Гомаа.
В сентябре 1969 года было завершено создание аппарата Центрального комитета АСС — его Секретариата и отделов.
В апреле 1970 года при ЦК АСС был создан Постоянный комитет по иностранным делам во главе с Али Сабри. К концу того же года существовали Комиссии при ЦК АСС, возглавлявшиеся членами ВИК АСС:
- Комиссия по политическим вопросам, председатель Абу Мохсен ан-Нур, генеральный секретарь АСС;
- Комиссия по экономическим вопросам, председатель Лабиб Шукейр, председатель Народного собрания ОАР;
- Комиссия по организационным вопросам, председатель Шаарауи Гомаа, министр внутренних дел ОАР;
- Комиссия по внутренним вопросам, председатель К.Рамзи Стино,;
- Комиссия по вопросам информации и идеологии, председатель Диа эд-Дин Дауд.

В декабре 1970 года был также создан Дисциплинарный комитет АСС.
В сентябре 1972 года был образован Высший совет по делам молодёжи АСС, который совместно с министерством по делам молодёжи АРЕ осуществлял руководство Организацией социалистической молодёжи. В том же году в составе Генерального секретариата АСС были сформированы новые секретариаты:
- по делам национального капитала;
- по вопросам сектора обслуживания;
- по делам ремесленников[29].

После реорганизации 1975 года многие партийные структуры АСС были упразднены, внутри Союза были созданы три платформы (трибуны), ставшие основами для будущих политических партий. Председателю АСС отныне отводилась роль стоящего над платформами арбитра. В 1976 году Генеральный секретариат АСС был преобразован в Комиссию по делам формирования политических партий, которая контролировала партийные финансы и прессу, а Первый секретарь АСС стал председателем этой Комиссии.

## Идеология
Основы идеологии АСС Гамаль Абдель Насер выразил в виде пяти принципов на Национальном конгрессе народных сил 1962 года, разъясняя его депутатам разницу между марксизмом-ленинизмом и тем социализмом, который будут строить в Египте. Он говорил:

- Марксизм-ленинизм не верит в религию. Мы верим в неё. Мы верим в Аллаха.
- Марксизм требует перехода от диктатуры реакции к диктатуре пролетариата. Мы не говорим о том, что передаём диктатуру одного класса диктатуре другого класса. Мы переходим от диктатуры реакции к диктатуре всего народа.
- Марксизм-ленинизм требует ликвидации эксплуататорских классов насильственными средствами. Мы говорим: мы ликвидируем наши трудности без пролития крови и представляем эксплуататорским классам возможность жить благородной жизнью.
- Марксизм-ленинизм отвергает личную собственность- частную собственность. Мы же верим в существование неэксплуататорской собственности наряду с эксплуататорской собственностью. Мы против лишь эксплуататорской собственности.
- Марксизм и коммунизм предписывают национализацию земли. Наш социализм не предписывает национализации  земли. Мы верим в личную собственность-частную собственность на землю.

Весной 1966 года на совещании в Гизе Насер уточнил своё отношение к марксизму:
Если условно марксизм сформулировать в 20 пунктах, то под 18-ю из них я готов подписаться. Единственными двумя пунктами, которые разделяют нас с марксистами, являются диктатура пролетариата и отношение к религии.
В ином варианте пять принципов, на которых базировалась идеология АСС, выглядели несколько иначе:
1. государственный контроль над народным хозяйством и создание общественного сектора экономики для ускорения процесса развития страны;
2. арабский национализм;
3. отрицание классовой борьбы;
4. демократия;
5. гарантии свободы вероисповедания[34].

Хартия национальных действий 1962 года провозглашала «научный социализм». В ней говорилось, что  «установление народной власти над средствами производства не требует национализации всех средств производства и отмены частной собственности».
Хартия также утверждала, что «социалистический путь развития делает возможным мирное решение классовых противоречий, постепенную ликвидацию классовых различий». Развивая этот тезис, идеологи АСС признавали, что «нельзя отрицать или игнорировать неизбежную и естественную классовую борьбу», но все противоречия должны разрешаться мирно, «в рамках национального единства и путём стирания классовых различий», «лишения реакции всех её орудий». Надо создать условия для «демократического взаимодействия между различными трудовыми слоями народа, а именно: крестьянами, рабочими, солдатами интеллигенцией и национальным капиталом», для чего необходимо не допускать возрождения крупных поместий, использовать возможности кооперации сельского хозяйства, допускать частный капитал только в торговле и в лёгкой промышленности, и то с некоторыми оговорками. Утверждалась ведущая роль государственного сектора в условиях, когда государство полностью берёт в свои руки финансы и страховое дело. Во внешней торговле доля общественного сектора должна была составлять три четверти, во внутренней — одну четверть.
Идеология АСС предусматривала, что «народные организации, особенно кооперативы и профсоюзы, могут играть действенною и влиятельную роль в развитии здоровой демократии». Эти организации должны будут представлять авангардную силу в различных областях национально-демократического действия". Египетские рабочие должны были участвовать в администрации предприятий и становиться «хозяевами производственного процесса».

## Однопартийная система
Арабский социалистический союз создавался как правящая и единственная партия Египта и уже в 1962 году Национальное собрание было провозглашено парламентской ветвью АСС.
Статья 1 Временной конституции 1964 года провозглашала страну «демократическим, социалистическим государством, основанном на союзе трудовых сил народа» — крестьян, рабочих, солдат, интеллигенции и национальной буржуазии. Статья 3 конституции гласила: «Для осуществления представительной власти народа, защиты завоеваний революции и защиты демократии альянс трудящихся сил: крестьян, рабочих, военнослужащих, интеллигенции и национального предпринимательства — формирует Арабский социалистический союз».
Депутатом Национального собрания ОАР мог быть избран только активный член АСС, имевший египетское гражданство более 10 лет. Активные члены АСС должны были входить в Правительственные советы мухафаз и в городские советы.
Уже на выборах 1964 года списки депутатов нового Национального собрания были подготовлены и утверждены Высшим исполнительным комитетом АСС. Кроме того, АСС выделил неимущим кандидатам из среды рабочих и крестьян кредиты на избирательную кампанию. Генеральный секретарь ВИК АСС, вице-президент ОАР Хусейн аль-Шафеи заявил советским корреспондентам: «Все кандидаты в парламент — активные члены АСС, таком образом, впервые все члены парламента будут связаны с политической организацией, представляющей нашу революцию. Предыдущие же парламенты включали в себя социальные противоречия, существовавшие в нашем обществе, противоречия интересов, идеологические противоречия».
В Конституции Арабской Республики Египет 1971 года статья № 5 утверждала руководящую роль АСС. Принятый 1 июня 1972 года Закон № 34 «О защите национального единства» провозглашал АСС единственной политической организацией Египта, а ст.8 данного закона объявляла, что «любые политические организации, созданные вне рамок АСС, являются не¬законными». В июне 1977 года был издан Закон № 40 «Об организации политических партий», утвердивший разделение АСС на три партии-платформы и распустивший низовые организации Арабского социалистического союза. При этом Центральный комитет АСС должен был контролировать деятельность новообразованных партий. 22 мая 1980 года была проведена конституционная реформа, в ходе которой из статьи 5 Конституции были устранены упоминания об Арабском социалистическом союзе и в ней стало говориться о многопартийности.

## АСС и пресса
В 1962 году в соответствии с законом о реорганизации прессы от 1960 года вся египетская пресса была объявлена собственностью Арабского социалистического союза. Без разрешения его органов никто (за исключением ряда научных и профсоюзных организаций) на территории ОАР не имел права издавать газеты и журналы. При крупных издательствах были созданы административные советы, председатели и члены которых назначались Высшим советом по делам печати Арабского социалистического союза. В функции этого Высшего совета входила выработка генеральной линии пропаганды и освещение через прессу вопросов идеологии и политики. Повседневный контроль над египетской прессой осуществляли Департамент информации правительства и Комитет по цензуре и публикациям АСС. При этом государственные субсидии прессе не выделялись, и она существовала только за счёт своих коммерческих доходов.
Некоторое время в состав Центрального комитета АСС входили главный редактор ведущей египетской газеты «Аль-Ахрам» Мухаммед Хейкал и руководитель издательства «Акбар аль-Яум» Халед Мохи эд-Дин.
Официальным печатным органом Арабского социалистического союза стала издававшаяся ещё с 1953 года газета «Аль-Гумхурия» («Республика»), кроме того с 1965 года было начато издание газеты «Аль-Иштираки» («Социалист»). АСС также издавались ежемесячный общественно-политический журнал «Ат-Талия» («Авангард») и теоретический журнал «Аль-Катиб» («Писатель»).

## Руководители Арабского социалистического союза

### Генеральные секретари ЦК АСС (1964—1968)
- Хусейн аль-Шафеи (1964—1965)[62];
- Али Сабри (октябрь 1965 — 19 июня 1967 года);
- Гамаль Абдель Насер (19 июня 1967 года — январь 1968 года);
- Али Сабри (январь — 4 мая 1968 года);

### Генеральный секретариат АСС (19 октября 1968 года — 1970)
- - Али Сабри;
  - Анвар Садат;
  - Лабиб Шукейр;
  - Абу Мохсен ан-Нур;
  - Диа эд-Дин Дауд[25].

### Генеральные секретари ЦК АСС (1971)
- Абу Мохсен ан-Нур (1970 — 14 мая 1971 года);
- Мухаммед Дакрури (временно, 18 — 25 мая 1971 года);
- Азиз Сидки (И. О. 25 мая — 23 июля 1971 года).

### Первые секретари ЦК АСС (1971—1978)
- Мухаммед Абдель Салям ас-Зайят (июль 1971 — 16 января 1972 года[63]);
- Сейид Марей (16 января 1972 года — 26 марта 1973 года)[50];
- М. Х. Ганем (26 марта 1973 года — 16 апреля 1975 года)[50];
- Рифаат Махгуб (И. о. 16 апреля 1975 года — июнь 1976 года)[64].
- Мустафа Халиль (И. о. июнь 1976 года[39] — июль 1978 года).

## Конгрессы и сессии Арабского социалистического союза Египта
- Всеобщий национальный конгресс АСС:
  - I сессия открылась 23 июня 1968 года, но была перенесена. Прошла 14 — 21 сентября 1968 года.
  - Чрезвычайная сессия — 2-4 декабря 1968 года[65];
  - II сессия ВНК АСС — 27-30 марта 1969 года[66];
  - IV сессия ВНК АСС — июль 1970 года;
- Всеобщий национальный конгресс АСС 25 — 26 июля 1971 года.
- В 1973 году Всеобщий национальный конгресс АСС не созывался[67].
- Всеобщий национальный конгресс АСС 22— 25 июля 1975 года.

## Численность партии
- 1964 год — 4 800 000 членов, из них около 1 500 000 активных[32];
- 1966 год — 6 500 000 членов[68].
- 1968 год — 5 000 000 членов, из них 1 500 000 активных[43].
- 1970 год — около 6 500 000 активных членов[12], общая численность до 7 000 000[69];
- 1972 год — свыше 5 000 000 членов[50].